# Clew Bay
Koordinaten: 53° 50′ 0″ N, 9° 47′ 0″ W
Die Clew Bay (irisch: Cuan Mó, wörtlich: „Knäuelbucht“) ist eine Bucht des Atlantischen Ozeans im irischen County Mayo. Hier findet sich eine große Anzahl an Drumlins – einer landschaftlichen Formation der Eiszeit. Nach offizieller Zählung gibt es 117 Inseln in der Bucht.
Südlich der Bucht erhebt sich auf dem Festland der Berg Croagh Patrick, der für Irland eine wichtige Wallfahrtsstätte ist. Clare Island ist eine große Insel am Eingang der Bucht. Südwestlich der Bucht liegen Louisburgh, Lecanvey, Murrisk und Westport, nördlich liegen Newport und westlich Mulranny, am Zugang zu den Achill Inseln.

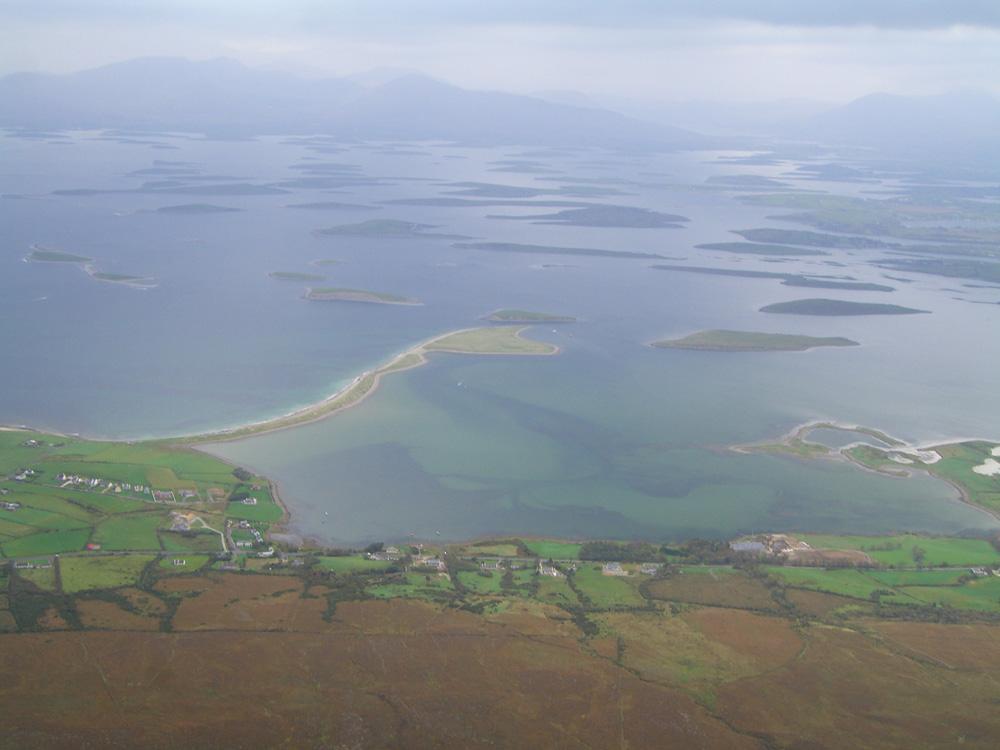
Die Clew Bay vom Gipfel des Croagh Patrick aus gesehen

Im Mittelalter war die Bucht im Besitz der O’Malley-Familie. Während des irischen Bürgerkrieges wurden an der Bucht 400 Soldaten gelandet, um die Städte Westport und Castlebar einzunehmen.

## Inseln der Clew Bay
Die Legende besagt, dass es in der Bucht 365 Inseln gäbe, eine für jeden Tag des Jahres. Entgegen der Legende ist deren Zahl aber weitaus geringer.
Die Tabelle zeigt die relative Position der Inseln, Sandbänke und Felsen in der östlichen Hälfte der Clew Bay.
|    | 86                        | 87                                                       | 88 | 89                                                                            | 90                                                                                       | 91                                                                | 92 | 93 | 94                                                                            | 95                                                                     | 96                                                              |
| 96 |                           | Inishkeel (Inis Caol)                                    | Inishbobunnan (Inis Bó Bonnán) (ohne Namen)                                                           | Beetle Island North (Oileán an tSindile Thuaidh) Inishlim (Inis Loim)         |                                                                                          |                                                                   | | |                                                                               |                                                                        |                                                                 |
| 95 | Moynish More (Maínis Mór) | Black Rock (An Carraigín Dubh) Inisherkin (Inis Earcáin) | Inishgowla (Inis Gabhla) Beetle Island South (Oileán an tSindile Theas) Inishnacross (Inis na Croise) | Inishtubrid (Inis Tiobrad)                                                    | Inishquirk (Inis Coirc)                                                                  |                                                                   | Illannambraher (Oileán na mBráthar)                                                                        | Roslynagh (Ros Laighneach)                                                                                | Gobfadda (Gob an Bhranda) Kid Island East (Oileán na Meannán)                 |                                                                        | Forillan (Foroileán) Illanavrick (Oileán an Bhric) Camel Island |
| 94 | Moynish Beg (Maínis Beag) | Inishcooa (Inis Cua) Roeillaun (Rua-oileán)              | Inishdeashmore (Inis Déise Mór) Inishdeashbeg (Inis Déise Beag)                                       | Inishilra (Inis Iolra) Inishcarrick (Inis an Chnoic) Inishcorky (Inis Corcaí) |                                                                                          | Inishdasky (Inis Teasctha) Inishcoragh (Inis Córach) (ohne Namen) | Freaghillanluggagh (Fraochoileán Logach)                                                                   | Inishdaweel (Inis Dá Mhaol) Muckinish (Muicinis) Illanascraw (Oileán na Scrath)                           | Inishturlin (Inis Tuirlinge)                                                  | Rabbit Island (Oileán na gCoinín)                                      |                                                                 |
| 93 |                           |                                                          | | Inishcannon (Inis Ceannann)                                                   | Inisheanmore Rock Carrickachorra (Carraig an Chórtha) Carricklahan (An Charraig Leathan) | Freaghillan West (Fraochoileán Thiar) Inishkee (Inis Caoich)      | Freaghillan East (Fraochoileán Thoir) Inishcuill West (Inis Coill Thiar) Inishfesh (Inis Feise)            | Inishcuill (Inis Coill) Carrickwee (An Charraig Bhuí)                                                     |                                                                               | Rosbarnagh Island (Ros Bairneach) Carrigeennaronty (Carraig na Róinte) |                                                                 |
| 92 |                           |                                                          | |                                                                               | Inishoo (Inis Uamha)                                                                     | Illanmaw (Má-oileán) Inishgowla (Inis Gabhla)                     | Mauherillan (Máthairoileán) Inishlaughil (Inis Leamhchoille)                                               | Inishmolt (Inis Molt) Inishbollog (Inis Bolg)                                                             | Inishdaff (Inis Daimh)                                                        | Inishloy (Inis Láí)                                                    |                                                                 |
| 91 |                           |                                                          | |                                                                               | Inishbee (Inis Bí)                                                                       | Calf Island (Oileán na nGamhna) Derrinish (Dairinis)              | Inishcottle (Inis Coitil)                                                                                  | Illannaconney (Oileán an Chonnaidh) Inishnakillew (Inis na Coilleadh)                                     | Inishturk (Inis Toirc)                                                        |                                                                        |                                                                 |
| 90 |                           |                                                          | |                                                                               | Rabbit Island (Oileán na gCoinín)                                                        | Knockycahillaun (Cnoc Uí Chathaláin) Quinnsheen Island (Cuinsín)  | Freaghillan (Fraochoileán) Moneybeg Island (An Muine Beag) Clynish (Claínis) Illaunnamona (Oileán na Móna) | Carrigeenglass North (An Carraigín Glas Thuaidh) Trawbaun (An Trá Bán) Carrigeenglass (An Carraigín Glas) | Atticlea Island (Áit Tí Cliath)                                               |                                                                        |                                                                 |
| 89 |                           |                                                          | |                                                                               | Island More (An tOileán Mór)                                                             | Collan Beg (Collainn Bheag)                                       | Collan More (Collainn Mhór) Carrigeenglass South (An Carraigín Glas Theas)                                 | |                                                                               |                                                                        |                                                                 |
| 88 |                           |                                                          | |                                                                               | Inishgort (Inis Goirt)                                                                   | Inishlyre (Inis Laidhre)                                          | | |                                                                               |                                                                        |                                                                 |
| 87 |                           |                                                          | | Dorinish More (Deoirinis Mhór)                                                | Inishlaghan (Inis Lachan)                                                                | Crovinish (Croibhinis) Carrickwee (An Charraig Bhuí)              | Illanataggart (Oileán an tSagairt) Rocky Island                                                            | |                                                                               |                                                                        |                                                                 |
| 86 |                           | Creggandillisk (Creagán an Duilisc)                      | |                                                                               | Dorinish Beg (Deoirinis Bheag) Inishimmel (Inis Imill)                                   | Inishleague (Inis Liag)                                           | Inishgowla South (Inis Gabhla Theas) Inishraher (Inis Raithir)                                             | Forillan (Foroileán) Carrickawart Island Finnaun Island                                                   | Stony Island                                                                  |                                                                        | Cleavlagh Strand                                                |
| 85 |                           |                                                          | |                                                                               | Carrickataha                                                                             | Bartraw (An Bheartrach) Inishdaugh (Inis Deách)                   | Inisheeny (Inis Aonaigh)                                                                                   | Corillan (Corroileán) Carricknamore                                                                       | Green Islands (Glasoileán)                                                    | Carricknacaly (Carraig na Caillí)                                      | Monkellys Rocks Inishweela Illanroe (An tOileán Rua)            |
| 84 |                           |                                                          | |                                                                               |                                                                                          | Cahernaran Island (Cathair na Reann)                              | | | Annagh Island West (Oileán an Eanaigh Thiar) Sruffanbaun Strand (Srúthán Bán) | Annagh Island East (Oileán an Eanaigh Thoir) Illanatee (Oileán na Tuí) |                                                                 |
| 83 |                           |                                                          | |                                                                               |                                                                                          |                                                                   | | | Annagh Island Middle (Oileán an Eanaigh) Roeillan (Rua-oileán)                |                                                                        |                                                                 |